# خوان مانوئل لوپ
خوان مانوئل لوپ (انگلیسی: Juan Manuel Llop؛ زادهٔ ۱ ژوئن ۱۹۶۳) بازیکن فوتبال اهل آرژانتین است.
از باشگاه‌هایی که در آن بازی کرده‌است می‌توان به باشگاه فوتبال استودیانتس و باشگاه فوتبال نیولز اولد بویز اشاره کرد.